# 龍仁韓国外国語大学校付設高等学校
龍仁韓国外国語大学校付設高等学校（ヨンインハングクがいこくごだいがっこうふせつこうとうがっこう、英語名：Hankuk Academy of Foreign Studies[HAFS]）は、大韓民国京畿道龍仁市処仁区に立地する、韓国外国語大学校付設高等学校。学校種別は自律型私立の全寮制の男女共学であり、各学年国際課程2クラス、人文社会課程4クラス、自然科学課程4クラスの編成である。